# 郷通子
郷 通子（ごう みちこ、1939年4月15日 - ）は、日本の生物学者 ・生物物理学者。元お茶の水女子大学学長。名古屋大学名誉教授。元日本生物物理学会会長。理学博士（名古屋大学・1967年）（学位論文「生体高分子の統計力学とそれのポリヌクレオチドの融解転移への応用」）。
タンパク質の分子進化を研究。エクソン・イントロン構造の研究（GO Plot）からタンパク質の立体構造の単位であるモジュールの概念を初めて提唱した。
夫は生物物理学者で京都大学名誉教授の郷信広。

## 略歴
福岡県生まれ。1958年東京都立両国高等学校卒業。1962年お茶の水女子大学理学部物理学科卒業、1967年名古屋大学大学院理学研究科博士課程物理学専攻修了。コーネル大学博士研究員、日本学術振興会奨励研究員、九州大学理学部・九州大学医療技術短期大学部非常勤講師を経て、1973年九州大学理学部生物学科助手。1989年名古屋大学理学部教授。1996年名古屋大学大学院理学研究科教授（東京大学細胞生物学研究所客員教授併任）。2003年、名古屋大学名誉教授、長浜バイオ大学バイオサイエンス学部教授（初代バイオサイエンス学部長）。2005年お茶の水女子大学学長、長浜バイオ大学特別客員教授。
学外では、日本生物物理学会会長（2000年）や学校法人関西文理総合学園理事（2004年）を務めたほか、多くの社会的活動に参画した。

## 社会的活動
- 総合科学技術会議有識者議員
- 日本ユネスコ国内委員会副会長
- 文部科学省中央教育審議会委員（第3期～第4期）
- 同 国立大学法人評価委員会第1期専門委員（大学共同利用機関法人分科会分属）
- 日本学術振興会21世紀COEプログラムプログラム委員会委員（平成18年度）
- 同 グローバルCOEプログラムプログラム委員会副委員長

## 受賞歴
- 2002年 - 内藤記念科学振興賞
- 2004年 - 中日文化賞（「タンパク質の構造単位・モジュールの発見」）[4]
- 2017年 - 瑞宝中綬章[5]